# لانژ-گاردین، کاپیتال-ناسیونال، کبک
لانژ-گاردین، کاپیتال-ناسیونال (به فرانسوی: L'Ange-Gardien) شهری در منطقه شهری لا کوت-دو-بوپره ناحیه کاپیتل-ناسیونال در استان کبک کانادا است. در سرشماری سال ۲۰۱۱ این شهر ۳٬۰۱۱ نفر جمعیت داشته‌است و مساحت آن ۵۰٫۶۷ کیلومتر مربع است.